# Universitat Tècnica de Múnic
La Universitat Tècnica de Múnic (en alemany Technische Universität München, TU München, TUM) és un dels centres d'ensenyament superior més importants d'Alemanya.
Té 32.500 estudiants i més de 9.300 empleats. Hi ha 507 professors a la universitat. Està situada a Múnic (i a les ciutats properes de Garching i Frisinga). El 2004, en la classificació anual de Xangai Jiao Tong, la universitat va aconseguir el més alt lloc de totes les universitats alemanyes, i el lloc 19 del món quant a enginyeria mecànica. Dins d'Alemanya és extremadament reconeguda per la qualitat de la recerca a les àrees d'enginyeria mecànica i les seves branques (automotriu, aeroespacial, mecatrònica, entre altres), electrotècnica i química.

## Campus
La TUM disposa de diversos campus: 
- El campus principal al centre urbà de Múnic.
- Garching (Matemàtiques, Ciències Informàtiques, Física, Química, Enginyeria Mecànica), que es completa amb una instal·lació al campus de la General Electric Company.
- Weihenstephan (Centre de Ciències de la Vida i els Aliments) situat en Frisinga.
- Hospital "Rechts der Isar" (Medicina).

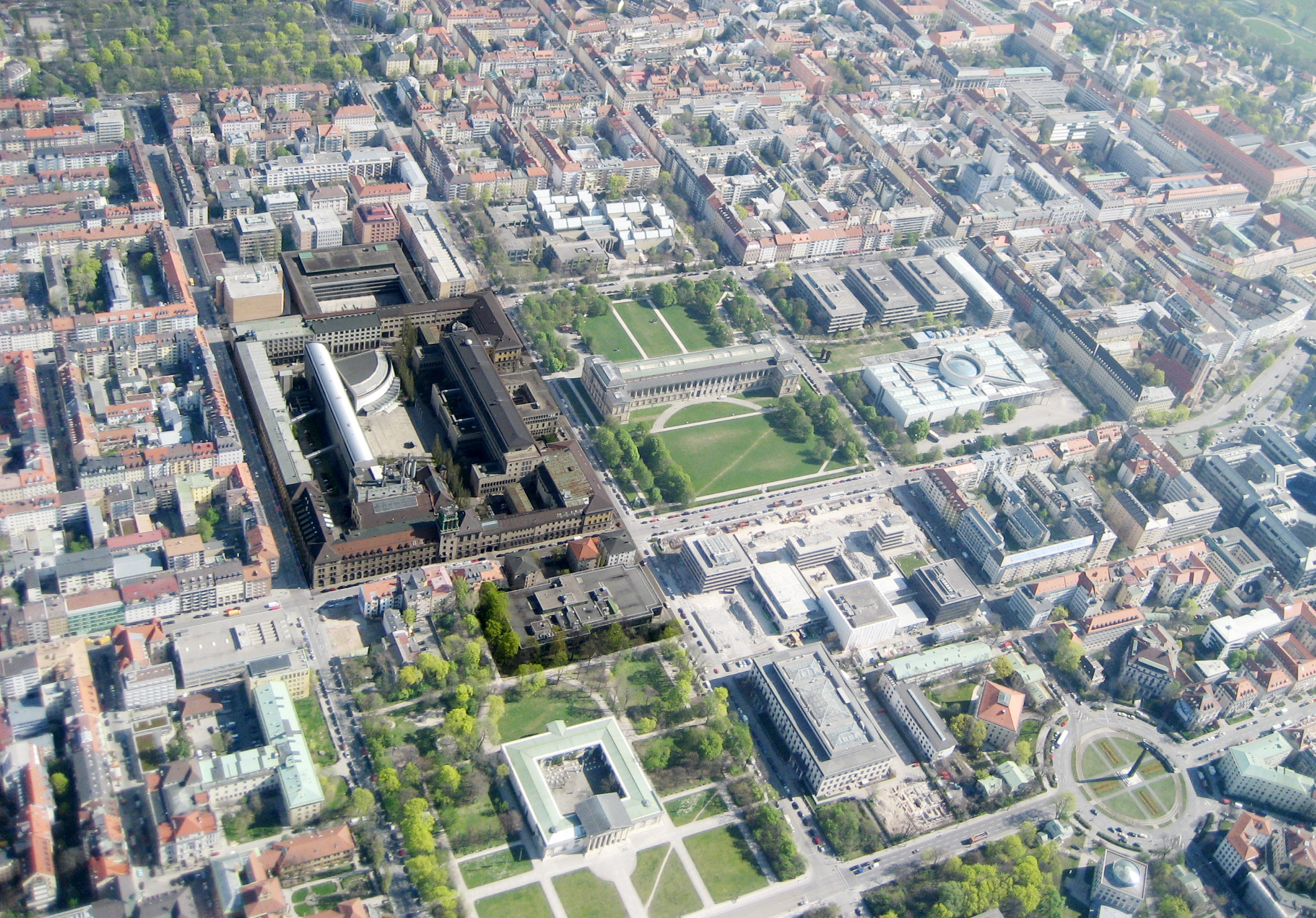
El campus principal a Múnic

## Organització

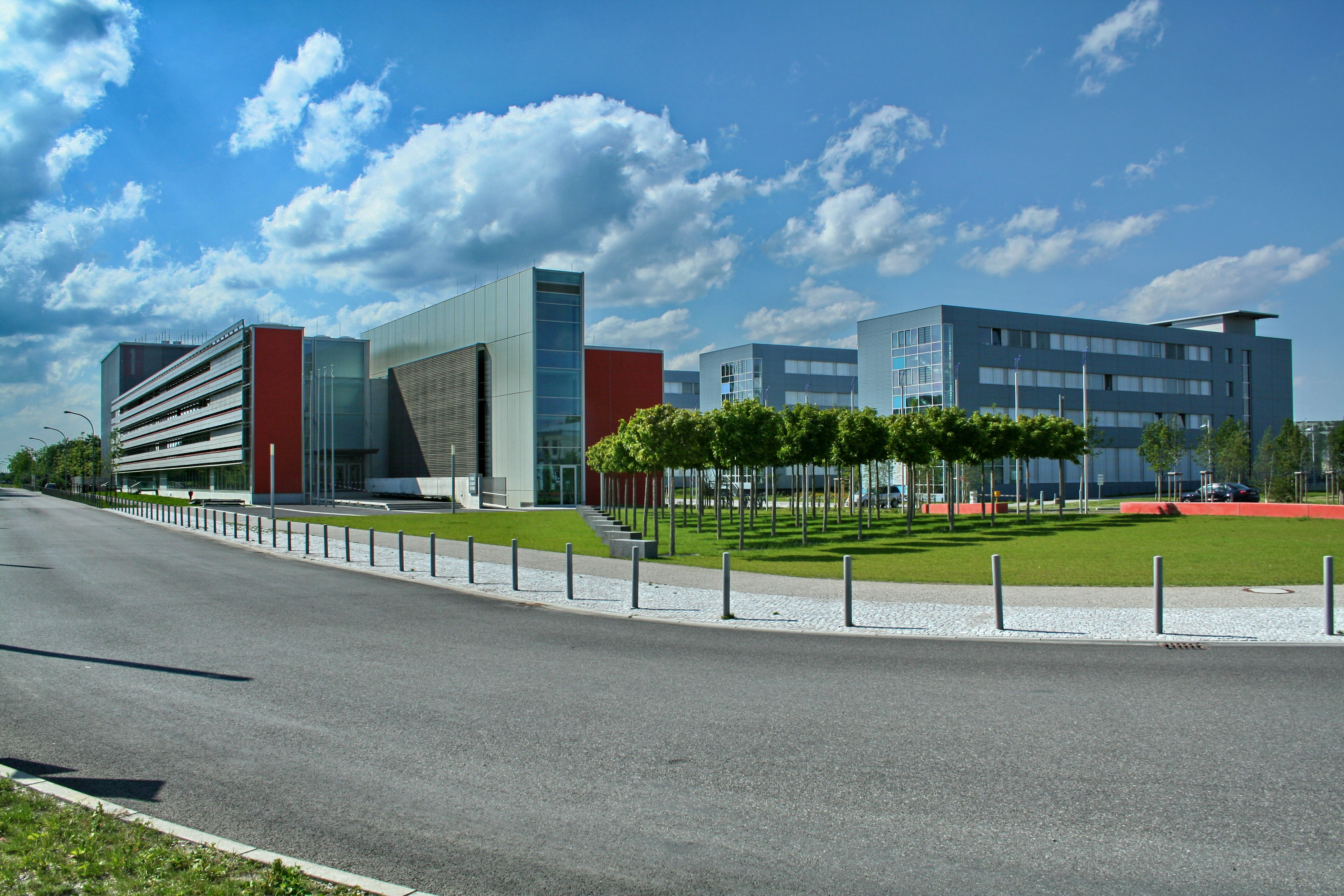
El campus Garching

La TUM es divideix en 14 facultats:
- Arquitectura
- Enginyeria Elèctrica i Tecnologia de la Informació (School of Management) Arxivat 2016-10-06 a Wayback Machine.
- Química Arxivat 2016-10-02 a Wayback Machine.
- Enginyeria Civil i Geodèsia
- Enginyeria Elèctrica i Tecnologia de la Informació
- Informàtica (Ciència de la Computació) Arxivat 2016-10-12 a Wayback Machine.
- Matemàtiques
- Enginyeria Mecànica
- Medicina amb l'hospital universitari “Klinikum rechts der Isar”
- Física
- Ciència de l'Esport y la salut Arxivat 2016-10-21 a Wayback Machine.
- Centre de Ciències de la Vida i els Aliments (Weihenstephan)
- Escola d'Educació
- Administració de Negocis Arxivat 2016-09-12 a Wayback Machine.

## Estudiants
A l'any 2012 la TUM tenia aproximadament 342.000 estudiants als programes de mestratge i llicenciatures dels quals un 16% són estrangers.

## Docents
La TUM té 478 professors. La plantilla acadèmica és de 9.302 persones.

## Història
La TUM va ser fundada pel rei Lluis II de Baviera el 1868.
La TUM disposa del primer reactor mundial de recerca de font de neutrons FRM-II, que va entrar en servei el 2 de març de 2004.

## Premis Nobel[1][2]
- 2007 Gerhard Ertl, Química

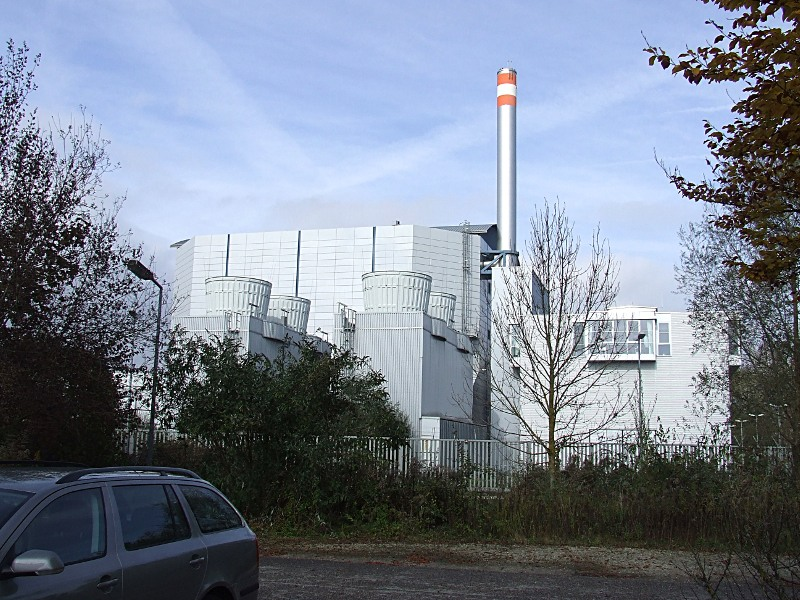
Font de neutrons Heinz Maier-Leibnitz (FRM-II)

- 1991 Erwin Neher, Medicina i Fisiologia
- 1989 Wolfgang Paul, Física
- 1988 Robert Huber, Química
- 1988 Johann Deisenhofer, Química
- 1987 Karl Alexander Müller, Física
- 1986 Ernst Ruska, Física
- 1985 Klaus von Klitzing, Física
- 1973 Ernst Otto Fischer, Química
- 1972 John Robert Schrieffer, Física
- 1964 Konrad Emil Bloch, Medicina o Fisiologia
- 1964 Feodor Lynen, Medicina o Fisiologia
- 1961 Rudolf L. Mößbauer, Física
- 1930 Hans Fischer, Química
- 1929 Thomas Mann (estudiant), Literatura
- 1927 Heinrich Otto Wieland, Química

## Personalitats famoses de la TUM

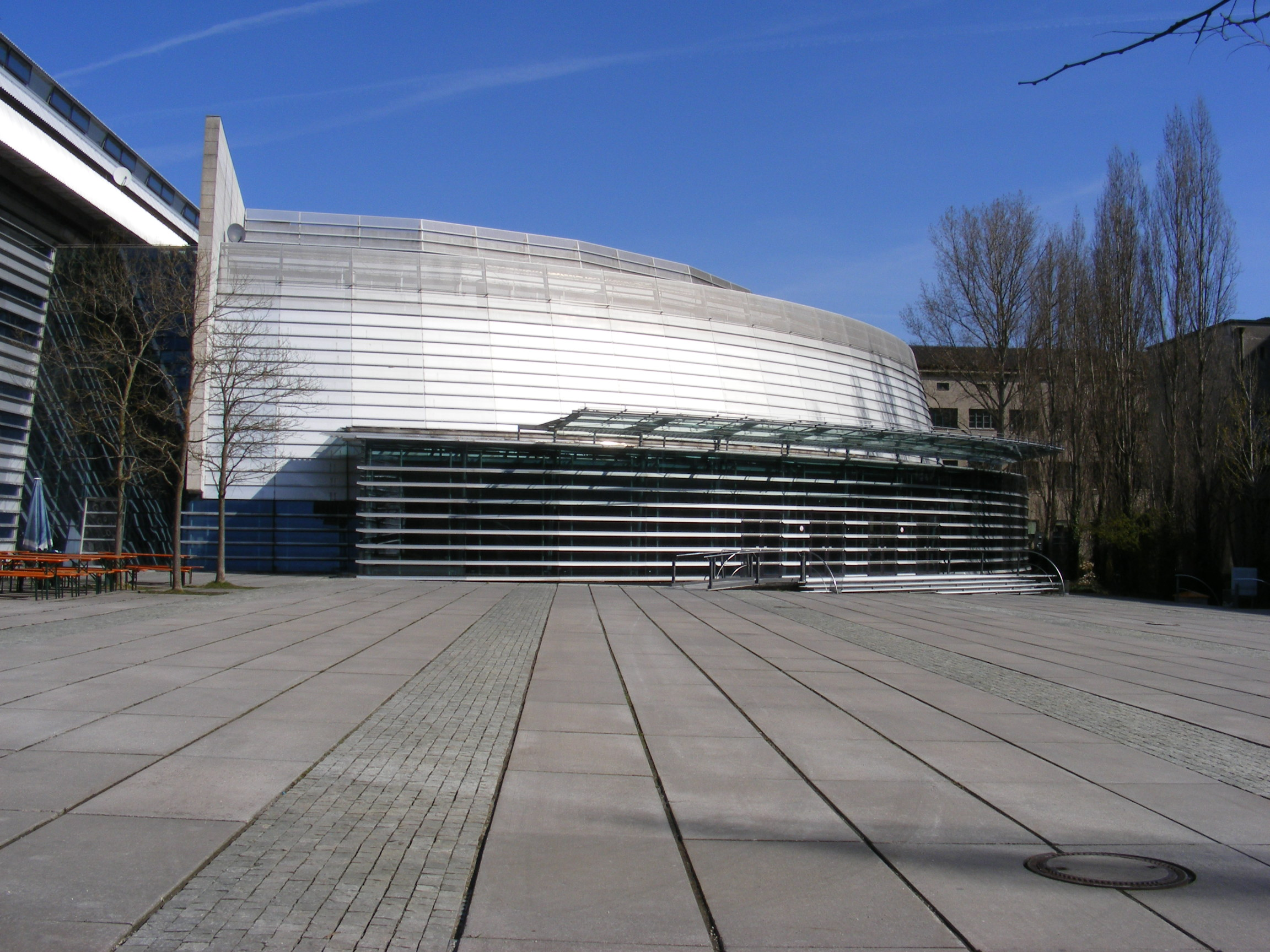
Auditorium Maximum

## Personalitats famoses de la TUM[2]
- Rudolf Diesel
- Walther Hewel
- Willy Messerschmitt
- Rudolf Bayer
- Heinz Maier-Leibniz
- Carl von Linde
- Oskar von Miller
- Walther von Dyck
- Claudius Dornier
- Robert Huber
- August Föppl
- Ludwig Prandtl
- Walter Hohmann
- Reinhard Heydrich
- Siegmund Günther

## Col·laboracions
La primera seqüela de la TUM és l'Institut Alemany de Ciència i Tecnologia, a Singapur, en col·laboració amb la Universitat Nacional de Singapur.
La TUM manté col·laboracions internacionals amb les següents institucions, entre d'altres:
- Massachusetts Institute of Technology
- Stanford University
- Institut Tecnològic de Tòquio
- Universitat Nacional de Singapur
- Institut de Tecnologia d'Illinois
- Institut Internacional de Tecnologia Sirindhorn
- Grup d'Escoles Centrals (França)
- Universitat Politècnica de Madrid (ETSII)
- Universitat Politècnica de València (ETSED)

La TUM és també soci de LAOTSE, una xarxa internacional per a estudiants i professors sènior, entre les principals d'Europa i Àsia. La TUM és també membre de la xarxa TIME (Top Industrial Managers for Europe). La TUM compta amb privilegiats contactes dins de la indústria que li atorguen un estatus únic dins d'Alemanya. BMW, Audi, MTU AeroEngines, Siemens, Boga, ZH, Airbus Group, Agència Espacial Europea es troben, entre d'altres, entre els principals col·laboradors de la institució.